# 헥토르 바렐라

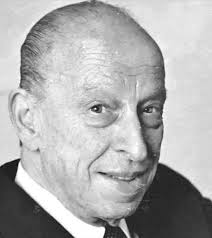

헥토르 바렐라(Hector Varela, 1914년 1월 29일 ~ 1987년 1월 30일)는 지휘자·반도네온 주자이다. 아베자네이다시(市)에서 태어나 1930년경부터 반도네온 주자로서 활약하였다. 1940년에 환 다리엔소 악단의 제1반도네온 주자로서 참가하여 그 재능을 인정받았다. 1950년 6월에 독립하여 자기 악단을 조직, 산뜻하고 리드미컬한 연주로 호평을 받아 1957년 이후는 인기가 상승, 아르헨티나 탱고의 최고 악단이 되었다. <새벽> 등이 이름난 히트곡이다.